# Asomiya Pratidin
Asomiya Pratidin is een Assamees-dagblad, dat uitkomt in de Indiase deelstaat Assam. De broadsheet komt uit in vier edities: in Guwahati, Dibrugarh, Bongaigaon en North Lakhimpur. De oplage is 60.000 exemplaren (2012). De uitgever is Jatin Choudhury. De editor is Nitya Bora, de editor-in-chief Haidar Hussain. Het dagblad is gevestigd in Guwahati.